# Edgar Faure
Edgar Faure (n. 18 de agosto de 1908 - f. 30 de março de 1988) foi um político, advogado, ensaísta, historiador e memorialista francês. Ocupou o cargo de primeiro-ministro da França. Também organizou o Relatório para a UNESCO Aprender a Ser (1972). Em 1978 foi eleito para a Académie Française. 

## Vida
Faure nasceu em Béziers, Hérault, filho de um médico do Exército francês. Ele era míope, mas era um aluno brilhante desde a juventude, ganhando um bacharelado aos 15 anos, bem como um diploma de direito aos 19 em Paris. Aos 21 anos, ele se tornou membro da ordem dos advogados, o advogado mais jovem na França a fazê-lo na época. Enquanto morava em Paris, ele se tornou ativo na política da Terceira República; ele se juntou ao Partido Radical em 1929.

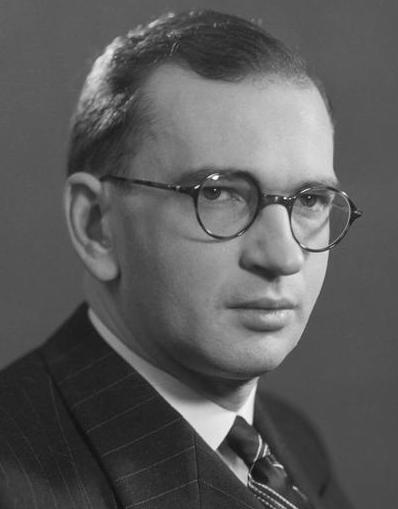
Faure em 1939

Durante a ocupação alemã na Segunda Guerra Mundial, ele se juntou à Resistência Francesa no Maquis. Em 1942, fugiu para a sede de Charles de Gaulle em Argel, onde foi nomeado chefe do departamento legislativo do Governo Provisório da República. No final da guerra, ele serviu como advogado francês para a acusação nos Julgamentos de Nuremberg.
Em 1946, ele foi eleito para o Parlamento francês como um radical. Embora a popularidade de seu partido tenha caído para menos de 10% do total de votos, nenhum dos outros partidos conseguiu obter uma maioria clara. Portanto, desde o início, seu partido muitas vezes desempenhou um papel desproporcionalmente importante na formação de governos. Assim, ele liderou o gabinete em 1952 e de 1955 a 1956.
As opiniões de Faure mudaram durante a Quarta República; após a oposição inicial à Quinta República (ele votou contra a eleição presidencial por sufrágio universal no referendo de 1962), ele finalmente se tornou um gaullista. O Partido Gaullista, a União para a Nova República, o enviou em uma missão não oficial à República Popular da China em 1963. No governo, ele serviu em sucessivos ministérios: Agricultura (1966-1968), Educação Nacional (1968-1969, onde ele foi responsável por promover a reforma das universidades) e dos Assuntos Sociais (1972–1973). Ele se recusou a ser candidato na eleição presidencial de 1974, em que apoiou Valéry Giscard d'Estaing contra o candidato gaullista Jacques Chaban-Delmas.
Ele tinha fama de carreirista e o apelido de "catavento". Ele respondeu com humor: "não é o cata-vento que gira; é o vento!".
Foi membro da Assembleia Nacional pelo departamento de Jura de 1946 a 1958, bem como pelo departamento de Doubs de 1967 a 1980. Presidiu a Assembleia Nacional de 1973 a 1978. Procurou outro mandato como Presidente do Presidente da Assembleia em 1978, mas foi derrotado por Chaban-Delmas. Faure foi senador de 1959 a 1967 por Jura e novamente, em 1980, por Doubs. Em 1978, tornou-se membro da Académie Française.
A nível regional, departamental e local, Edgar Faure foi Presidente da Câmara de Port-Lesney, Jura de 1947 a 1971 e novamente de 1983 a 1988, bem como Presidente da Câmara de Pontarlier entre 1971 e 1977; ele serviu como presidente do Conselho Geral do departamento de Jura de 1949 a 1967, então membro do Conselho Geral de Doubs de 1967 a 1979, Presidente do Conselho Regional de Franche-Comté (1974-1981, 1982-1988). Ele desempenhou um papel fundamental durante a criação e primeiros anos da Assembleia das Regiões da Europa (AER).
Ele foi enterrado no Cimetière de Passy, Paris, onde sua esposa Lucie Meyer foi enterrada após sua morte em 1977.

## Política global
Ele foi um dos signatários do acordo para convocar uma convenção para a elaboração de uma constituição mundial. Como resultado, pela primeira vez na história da humanidade, uma Assembleia Constituinte Mundial se reuniu para redigir e adotar uma Constituição para a Federação da Terra.

## Carreira política
Funções governamentais
- Presidente do Conselho (Primeiro-Ministro): janeiro a fevereiro de 1952 / fevereiro a dezembro de 1955
- Secretário de Estado das Finanças: 1949–1950
- Ministro do Orçamento: 1950-1951
- Ministro da Justiça: 1951–1952
- Ministro das Finanças e Assuntos Econômicos: 1953–1955
- Ministro das Relações Exteriores: janeiro a fevereiro de 1955
- Ministro das Finanças, Assuntos Econômicos e Planejamento: maio-junho de 1958
- Ministro da Agricultura: 1966-1968
- Ministro da Educação Nacional: 1968-1969
- Ministro de Estado, Ministro dos Assuntos Sociais: 1972-1973

Mandatos eleitorais
- Presidente da Assembleia Nacional da França: 1973-1978
- Membro da Assembleia Nacional da França por Doubs: Eleito em 1967, 1968, mas continua a ser membro do gabinete / 1973-1980
- Membro da Assembleia Nacional da França pelo Jura: 1946–1958
- Senador por Jura: 1959-1966 (tornou-se membro do gabinete em 1966)
- Senador por Doubs: 1980–1988 (morreu em 1988)
- Presidente do Conselho Regional de Franche-Comté: 1974–1981 / 1982–1988 (falecido em 1988)
- Prefeito de Port-Lesney: 1947–1970 / 1983–1988 (falecido em 1988)
- Prefeito de Pontarlier: 1971–1977
- Presidente do Conselho Geral de Jura: 1949-1967
- Conselheiro geral de Jura: 1967-1979

## Governos

### Primeiro ministério (20 de janeiro - 8 de março de 1952)
- Edgar Faure - Presidente do Conselho e Ministro das Finanças
- Georges Bidault - Vice-presidente do Conselho e Ministro da Defesa Nacional
- Henri Queuille - Vice-presidente do Conselho
- Robert Schuman - Ministro das Relações Exteriores
- Pierre Pflimlin - Ministro do Conselho da Europa
- Maurice Bourgès-Maunoury - Ministro dos Armamentos
- Charles Brune - Ministro do Interior
- Robert Buron - Ministro de Assuntos Econômicos e Informação
- Pierre Courant - Ministro do Orçamento
- Jean-Marie Louvel - Ministro da Indústria e Energia
- Paul Bacon - Ministro do Trabalho e Previdência Social
- Léon Martinaud-Deplat - Ministro da Justiça
- André Morice - Ministro da Marinha Mercante
- Pierre-Olivier Lapie - Ministro da Educação Nacional
- Emmanuel Temple - Ministro dos Veteranos e Vítimas da Guerra
- Camille Laurens - Ministra da Agricultura
- Louis Jacquinot - Ministro da França Ultramarina
- Antoine Pinay - Ministro das Obras Públicas, Transportes e Turismo
- Paul Ribeyre - Ministro da Saúde Pública e População
- Eugène Claudius-Petit - Ministro da Reconstrução e Urbanismo
- Roger Duchet - Ministro dos Correios, Telégrafos e Telefones
- Édouard Bonnefous - Ministro do Comércio
- Jean Letourneau - Ministro dos Estados Parceiros
- Joseph Laniel - Ministro de Estado
- François Mitterrand - Ministro de Estado

### Segundo ministério (23 de fevereiro de 1955 - 1 de fevereiro de 1956)
- Edgar Faure - Presidente do Conselho
- Antoine Pinay - Ministro das Relações Exteriores
- Pierre Koenig - Ministro da Defesa Nacional e Forças Armadas
- Maurice Bourgès-Maunoury - Ministro do Interior
- Pierre Pflimlin - Ministro das Finanças e Assuntos Econômicos
- André Morice - Ministro do Comércio e Indústria
- Paul Bacon - Ministro do Trabalho e Previdência Social
- Robert Schuman - Ministro da Justiça
- Paul Antier - Ministro da Marinha Mercante
- Jean Berthoin - Ministro da Educação Nacional
- Raymond Triboulet - Ministro dos Veteranos e Vítimas da Guerra
- Jean Sourbet - Ministro da Agricultura
- Pierre-Henri Teitgen - Ministro da França Ultramarina
- Édouard Corniglion-Molinier - Ministro das Obras Públicas, Transportes e Turismo
- Bernard Lafay - Ministro da Saúde Pública e População
- Roger Duchet - Ministro da Reconstrução e Habitação
- Édouard Bonnefous - Ministro dos Correios
- Pierre July - Ministro dos Assuntos Marroquinos e Tunisinos

Mudanças
- 6 de outubro de 1955 - Pierre Billotte sucede Koenig como Ministro da Defesa Nacional e Forças Armadas. Vincent Badie sucede Triboulet como Ministro dos Veteranos e Vítimas da Guerra.
- 20 de outubro de 1955 - Pierre July deixa o Gabinete e o cargo de Ministro dos Assuntos Marroquinos e Tunisinos é extinto.
- 1 de dezembro de 1955 - Edgar Faure sucede a Bourgès-Maunoury como Ministro do Interior interino.